# Mergers & Acquisitions
Mergers & Acquisitions (M&A) ist im Finanzwesen der Anglizismus für Transaktionen im Investment-Banking, welche die Vermittlung von Unternehmensverbindungen, Unternehmensspaltungen oder Umwandlungen durch Banken zum Inhalt haben.

## Allgemeines
Mit „Mergers“ sind Fusionen gemeint, „Acquisitions“ hat die Akquise zum Gegenstand, wobei jedoch von Banken nicht nur Unternehmenskäufer vermittelt werden, sondern auch Unternehmensverkäufer. Mergers & Acquisitions umfasst somit alle Transaktionen, die auf dem Markt für Unternehmen, Unternehmensteile und Kapitalbeteiligungen abgewickelt werden.
An den Transaktionen sind außer den betroffenen Unternehmen und Investmentbanken gegebenenfalls auch Rechtsanwälte, Steuerberater, Unternehmensberater oder Wirtschaftsprüfer beteiligt.
Ziel eines jeden Unternehmers ist es, durch geeignete Maßnahmen die eigene unternehmerische Existenz zu sichern und Unternehmenswachstum zu erreichen. Wachstum ist in Form des internen Wachstums (etwa durch Umsatzsteigerung) jedoch nur sehr begrenzt möglich; größere Wachstumserfolge können kurzfristig meist nur durch externes Wachstum erzielt werden. Das wiederum ist nur durch Fusionen, Unternehmenskäufe oder sonstige externe Transaktionen möglich. Das vom Käufer („Investor“) zu erwerbende Unternehmen (Zielunternehmen oder kurz Ziel, englisch target) erhöht sofort durch den Zusammenschluss signifikant die Umsatzerlöse, die Marktanteile, die Betriebsgröße und damit die Marktmacht des kaufwilligen Unternehmens. Abstrahiert man von den Teilleistungen anderer Beteiligter wie etwa Anwaltskanzleien oder Investmentbanken, so umfasst Mergers & Acquisitions „den Prozess und das Ergebnis des strategisch motivierten Kaufs bzw. Zusammenschlusses von Unternehmen oder Unternehmensteilen und deren anschließender Integration oder Weiterveräußerung.“

## Begriffsgeschichte
Das Begriffspaar Mergers & Acquisitions besteht etwa seit einer Übernahmewelle in den USA, die ab 1895 begann. Seither mangelt es an einer einheitlichen Definition. In der Vergangenheit hat es in den USA mehrere M&A-Wellen gegeben, so dass M&A ein zyklisches Phänomen darstellen. Eine erste Welle gab es 1897 bis 1904 schwerpunktmäßig mit horizontalen Integrationen, eine zweite Welle folgte zwischen 1916 und 1929 in Form der Komplettierung durch vertikale Integration, die dritte Welle schloss sich 1965 bis 1969 an und hatte überwiegend Diversifikationen durch konglomerale Integrationen zum Gegenstand, eine vierte Welle mit meist vertikalen Desintegrationen fand zwischen 1984 und 1989 statt, eine fünfte Welle begann 1993 und endete 2000 mit überwiegend global integrierten Motiven. In den USA ist die Transaktionsart der feindlichen Übernahme seit 1974 begrifflich etabliert und ebenfalls Teil des M&A.

## Einteilung
Das Investment-Banking umfasst folgende Geschäftsbereiche:
| Geschäftsbereiche      | Produktgruppen       | Bankprodukte / Dienstleistungen |
| ---------------------- | -------------------- | --- |
| Corporate Finance      | Kapitalmarktgeschäft | Eigenkapital: Aktienemissionen, Kapitalerhöhungen, Aktienrückkäufe Private Equity, Venture Capital, Kapitalbeteiligungsgeschäft Eigenkapitalkomponenten: Optionsanleihen, Wandelanleihen Fremdkapital: Commercial Papers, Unternehmensanleihen, Konsortialkredite, Asset-backed securities Kapitalunabhängig: Futures, Optionen, Swaps Sonstiges: Mitarbeiter-Kapitalbeteiligungen, Managementbeteiligungen |
| Emissionsgeschäft      | Primärmarktgeschäft  | Wertpapieremissionen: Aktienemissionen, Börsengang, Aktienrückkäufe Eigenkapitalkomponenten: Optionsanleihen, Wandelanleihen Fremdkapital: Commercial Papers, Unternehmensanleihen Verbriefungen, Vermögensverwaltung, Kurspflege, Market Maker |
| Mergers & Acquisitions | Transaktionsgeschäft | Anteilskäufe, Asset Deals, Buy-outs, Carve-outs, fremdfinanzierte Übernahmen, Fusionen, Insourcing, Joint Ventures, Rekapitalisierungen, Restrukturierungen, Spin-offs, Squeeze-outs, Unternehmens- und Beteiligungshandel |

Mergers & Acquisitions ist ein Teil des Investment-Banking und ist mit umfangreichen Finanzberatungsleistungen (Financial advisory und Financial Engineering) verbunden. Es wird deshalb in der Bankbetriebslehre zur Produktgruppe der Indifferenzgeschäfte gerechnet, deren Beratungsleistungen Bankgebühren erbringen. Eine Due-Diligence-Prüfung durch Steuerberater oder Wirtschaftsprüfer soll dafür sorgen, dass die Transaktionen keine aus der Transaktion resultierenden Finanzrisiken und Sachmängelhaftungen für die Vertragspartner auslösen.
Die Aufzählung der Unterarten der M&A erschließt die Vielfalt der unternehmerischen Aktivitäten in diesem Bereich. Bei der Fusion durch Aufnahme nimmt das erwerbende Unternehmen das Vermögen und die Schulden des Zielunternehmens auf, das seine Existenz verliert ({\displaystyle a+b=a}). Die Fusion durch Neugründung führt zum Zusammenschluss zweier Unternehmen und zur nachfolgenden Gründung eines neuen Unternehmens ({\displaystyle a+b=c}). Ein wesentlicher Teil der M&A-Aktivitäten entfällt auf Unternehmenskäufe und fremdfinanzierte Übernahmen. Unternehmenskäufe unterscheiden sich von Fusionen durch den Wechsel des Eigentümers, der im Falle des Unternehmenskaufs dem Investor die Unternehmensleitung überlässt. Fremdfinanzierte Übernahmen sind durch einen hohen Anteil an Fremdkapital bei der Finanzierung des Kaufpreises gekennzeichnet. Von Bedeutung sind auch die unter das „Corporate restructuring“ fallenden Outsourcing, Insourcing, Spin-offs oder Carve-outs. Kooperationen können wiederum eingeteilt werden in strategische und operative Kooperationen. Bei strategischen Kooperationen arbeiten Unternehmen freiwillig zusammen wie bei Joint Ventures und strategischen Allianzen, operative Kooperationen können Interessengemeinschaften, Konsortien, Arbeitsgemeinschaften oder Kartelle sein.

## Ablauf
M&A-Transaktionen beginnen gewöhnlich mit der Suche nach geeigneten Zielen (englisch deal search). Es schließt sich die Evaluation ausgewählter Ziele (Due-Diligence-Prüfung) an, gefolgt von Verhandlungen mit den Gesellschaftern und/oder dem Management des Zielunternehmens (englisch deal negotiation), die in einem Term Sheet festgehalten werden. Ein Letter of Intent kann die Absicht der beiden Vertragsparteien bekräftigen, diese Transaktion erfolgreich durchführen zu wollen. Die beidseitige Vertragsgestaltung (englisch deal documentation) wird von Anwaltskanzleien, Wirtschaftsprüfern, Unternehmensberatern oder Investmentbanken begleitet. Nach Kaufabwicklung sorgt beim Investor das Beteiligungscontrolling (englisch deal monitoring) für eine permanente Überwachung der Entwicklung des Zieles, das gegebenenfalls später wieder verkauft wird (englisch exit).
Wenn es zum Abschluss der M&A-Transaktion (englisch signing) kommt und alle darin aufgeführten Bedingungen erfüllt sind, werden die Verträge beidseitig erfüllt (englisch closing). Unternehmen werden häufig auch unter der Federführung von Investmentbanken im Rahmen von Auktionsverfahren (englisch controlled auction) veräußert. Dabei werden nur bestimmte Investoren (Bieter) als Kaufinteressenten zugelassen. Mit jedem Bieter werden getrennte und jeweils vertrauliche Verhandlungen geführt. Das Unternehmen wird schließlich an den Investor verkauft, der (aus der Sicht des Verkäufers) die günstigsten Vertragsbedingungen und den höchsten Kaufpreis bietet.
Dies sind die gängigen Phasen bei einer M&A-Transaktion in der Übersicht:
1. Initialphase
2. Suchphase
3. Prüfphase
4. Bewertung und Detailanalyse
5. Due Diligence
6. Verhandlungsphase
7. Durchführungsphase
8. Übergabephase.

## Rechtsfragen
Welche Rechtsgeschäfte notwendig sind, um eine bestimmte M&A-Transaktion rechtswirksam abschließen zu können, hängt von der Art der Transaktion ab. In den meisten Fällen (Unternehmenskauf, -übernahme, Fusion) liegt ein Unternehmenskaufvertrag zugrunde.

### Deutschland

#### Kartell- und Wettbewerbsfragen
Die Kartellverordnung vom November 1923 war in Deutschland der erste Versuch, die Fusionswelle zu kontrollieren und die Kartellbildung zu bremsen. Das erste Kartellgesetz vom März 1933 ermächtigte die Nazi-Regierung, Unternehmen im Interesse der Gesamtwirtschaft in Zwangskartellen zusammenzuschließen. Nach dem Zweiten Weltkrieg wurden im Juli 1945 durch die Militärregierungen im Rahmen einer Dekartellierung alle Zwangskartelle aufgelöst und verboten. Das in Deutschland geltende Gesetz gegen Wettbewerbsbeschränkungen (Kartellgesetz) in der Fassung vom 15. Juli 2005 enthält ein grundsätzliches Kartellverbot mit Ausnahmeregelungen und beinhaltet eine vorbeugende Kartellkontrolle. Konditions-, Rabatt-, Normungs- und Typisierungs- und reine Export-Kartelle sind anmeldepflichtig und unterliegen der Missbrauchsaufsicht; Krisen-, Rationalisierungs- und Außenhandels-Kartelle bedürfen der Genehmigung durch die Kartellbehörden.
Kartellrechtliche Fragen spielen seither eine bedeutende Rolle, wobei in der EU das EU-Kartellrecht heute grundsätzlich (Anwendungs-)Vorrang über die nationalen Bestimmungen der Mitgliedsstaaten hat. Es ist daher insbesondere zu prüfen, ob eine M&A-Transaktion einer Anmelde- und Anzeigepflicht beim Bundeskartellamt oder der europäischen Kartellbehörde unterliegt (Fusionskontrolle).

#### Vertragsfragen
Auf Unternehmenskaufverträge ist das Kaufrecht in Deutschland (§§ 433 ff. BGB) anwendbar. Der Kauf selber ist in Deutschland an sich zwar nicht an eine besondere Form gebunden, allerdings gibt es Regelungen, aus denen sich im Einzelfall die Notwendigkeit einer notariellen Beurkundung des Unternehmenskaufvertrages ergibt. So ist der Erwerb von Geschäftsanteilen an einer GmbH regelmäßig notariell zu beurkunden (§ 15 Abs. 4 GmbHG). Das gilt auch dann, wenn ein Grundstück zum Vermögen des Unternehmens gehört (§ 311b Abs. 1 BGB). Ein Unternehmenskaufvertrag muss gemäß § 311b Abs. 3 BGB auch dann im Sinne des § 128 BGB in Verbindung mit § 1 ff. BeurkG notariell beurkundet werden, wenn er pauschal das gegenwärtige Vermögen eines zu erwerbenden Unternehmens zum Inhalt hat. Nach der Rechtsprechung des Reichsgerichts und des Bundesgerichtshofs kann die notarielle Beurkundung vermieden werden, wenn im Unternehmenskaufvertrag die einzelnen Vermögensbestandteile konkret benannt und komplett aufgelistet werden. Allerdings bedarf es hierzu einer lückenlosen Vertragsgestaltung, um das Risiko fehlender notarieller Beurkundung und Nichtigkeit auszuschließen. Das OLG Hamm hat in der zitierten Entscheidung vom 26. März 2010 den Kaufvertrag im konkreten Fall mangels notarieller Form für nichtig erklärt. Die Parteien hatten in den Unternehmenskaufvertrag zwar eine Aufzählung von Inventar und Inventurgegenständen sowie verschiedene, genau bezeichnete Forderungen aufgenommen, daneben jedoch auch die Übernahme „aller Aktiva“ vereinbart und Markenrechte und verschiedene Einrichtungsgegenstände aus dem Vermögen der GmbH nicht im Unternehmenskaufvertrag ausdrücklich aufgenommen. Anders als bei Grundstückskaufverträgen und Abtretungen der Gesellschafteranteile nach § 15 Abs. 4 GmbHG konnte in diesem Fall die fehlende notarielle Form nicht durch den Vollzug des Kaufvertrages geheilt werden. Fehlt es an diesen vertraglichen Voraussetzungen, ist der Unternehmenskaufvertrag wegen Formmangels nach § 125 BGB nichtig.

### Internationale Regelungen
Nach dem angelsächsischen Rechtsgrundsatz Caveat emptor trägt der Käufer das Risiko, dass der Kaufgegenstand frei von offenen Sach- und Rechtsmängeln ist. „Möge der Käufer aufpassen“ ist ein im angelsächsischen Common Law insbesondere bei Unternehmenskäufen angewandter Rechtsgrundsatz. Somit ist es Risiko des Käufers, alle eine Kaufsache betreffenden Umstände zu erfassen und etwaige Mängel zu erkennen. Das Risiko liegt damit zunächst allein beim Käufer, der keinen Rechtsschutz genießt. Deshalb ist es international üblich, durch Due Diligence das Käuferrisiko zu minimieren oder gar auszuschließen. Dabei darf der Verkäufer die ihm bekannten Umstände – wie im deutschen Recht – jedoch nicht verschweigen. Selbst in Deutschland finden Unternehmenskäufe meist nicht mehr ohne vorherige Due Diligence statt. Nach herrschender Lehre und Rechtsprechung ist die Durchführung einer Due Diligence aber keine Verkehrssitte beim Unternehmenskauf, mit der Folge, dass grobe Fahrlässigkeit i. S. d. § 442 Abs. 1 Satz 2 BGB nicht schon deshalb zu bejahen ist, weil keine due diligence erfolgt ist. Sie soll hier auch nicht nur das vermeintliche Käuferrisiko ausschalten, sondern dient primär der Kaufpreisfindung.

## Kritik
Studien zu M&A beziffern den Misserfolg auf rund zwei Drittel aller Transaktionen, was häufig an der mangelhaften Integration der Unternehmenskulturen liegt. Allerdings stellt sich hier oft die Frage nach dem Erfolgskriterium. Die meisten Studien betrachten den Börsenkurs oder die Gewinn- und Verlustrechnung oder den Indikator, ob das übernommene Unternehmen später wieder verkauft wurde (englisch stay or sell). Beispiele für Letzteres im deutschsprachigen Raum sind z. B. der Kauf der Dresdner Bank durch die Allianz und der spätere Verkauf an die Commerzbank oder der Erwerb der Winterthur Versicherung durch die Credit Suisse und der spätere Verkauf an die AXA Versicherung oder der Kauf von Chrysler durch Daimler Benz und der spätere Verkauf von Chrysler. Für eine Vielzahl von Unternehmen und M&A-Transaktionen sind jedoch weder Börsenkurse noch Finanzabschlüsse verfügbar, weil diese entweder nicht börsennotiert oder deren Geschäftszahlen nicht veröffentlichungspflichtig sind (vgl. zu einem umfangreichen Überblick über Erfolgsstudien und eine Erhebung mit deutscher Beteiligung).
Die Erfolge von M&A sind oft geringer als erwartet, da entweder schon die strategischen Überlegungen fehlgeleitet sind, zu hohe Kaufpreise bezahlt werden oder sich die erhofften Kosten- und Wertsynergien (z. B. Skaleneffekte) nicht einstellen bzw. durch Integrations- und Koordinationskosten überkompensiert werden. Die potenziellen Synergien werden meist sehr ambitioniert ausgelegt, um die bezahlte Prämie (Differenz zwischen Marktwert und Kaufpreis) zu rechtfertigen.
Erfolgsstudien zum Thema M&A berücksichtigen häufig nur eine Dimension von M&A. Thomas Straub kam 2007 in einer Studie zu dem Ergebnis, dass alle Dimensionen (Strategische Logik, Integrationsaspekte, finanzielle Aspekte/Preis) einen signifikanten Einfluss auf den Erfolg aufweisen.
Unternehmen in besonders von Klimafolgen bedrohten Ländern und Regionen werden heute in den meisten M&A-Geschäften kategorisch ausgeschlossen. Zeitgleich schwächen internationale M&A-Transaktionen die Einhaltung nationaler Klimaschutzziele. Die feste Verankerung von Emissionsreduktionsstrategien im Vorfeld von M&A kann zur Dekarbonisierung beitragen, jedoch können marktwirtschaftliche Effekte die Tendenz nachträglich aufheben.